# Mistrzostwa Europy w biegu na 100 km 1995
4. Mistrzostwa Europy w biegu na 100 km 1995 – zawody lekkoatletyczne, które odbyły się 27 maja 1995 w Chavagnes-en-Paillers, Francja.

## Medaliści
|                         | 1. miejsce       | Rezultat | 2. miejsce   | Rezultat | 3. miejsce        | Rezultat |
| Mężczyźni indywidualnie | Jarosław Janicki | 6:28:36  | Igor Ryabov  | 6:30:04  | Andrzej Magier    | 6:35:37  |
| Kobiety indywidualnie   | Isabelle Olive   | 7:43:14  | Lynn Harding | 7:52:23  | Danielle Geoffroy | 7:54:10  |

## Reprezentacja Polski

### Mężczyźni
| Miejsce | Zawodnik         | Klub               | Rezultat |
| 1.      | Jarosław Janicki | MKS Hermes Gryfino | 6:28:36  |
| 3.      | Andrzej Magier   | LKS Zorza Gdynia   | 6:35:37  |
| 11.     | Damian Breguła   | -                  | 6:53:59  |